# Forêt primaire
« Forêt vierge » redirige ici. Pour le roman, voir Forêt vierge (livre).

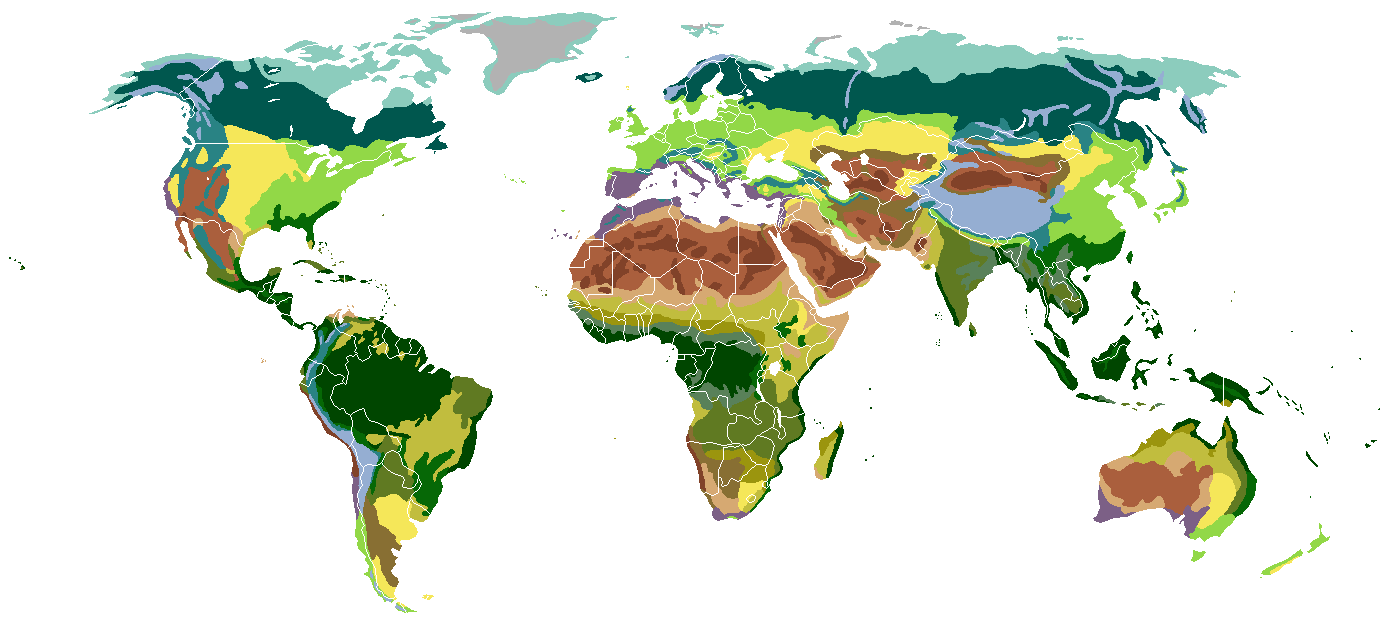
La FAO souligne la place des forêts dans l'ensemble des biomes mondiaux, ses évaluations des ressources forestières mondiales en 2010 rappelant qu'elles couvrent 31 % de la superficie des terres émergées (soit 10 % de la surface du globe). 93 % de la superficie des forêts du monde est formée de forêts naturelles (forêts primaires et forêts secondaires qui se sont régénérées naturellement). Les forêts primaires occupent 36 % de la superficie forestière totale. Les autres forêts naturellement régénérées en représentent 57 %, tandis que les forêts plantées en représentent 7 %.
Inlandsis et déserts polaires
Toundra
Taïga ou forêt boréale
Forêts feuillues caducifoliées tempérées
Prairies
Forêts sempervirentes subtropicales
Forêts sempervirentes méditerranéennes
Forêts de mousson
Déserts arides
Déserts et broussailles xérophytes
Steppe aride
Déserts semi-arides
Savanes
Savanes et forêts claires
Forêts tropicales caducifoliées
Forêts sempervirentes tropicales
Toundra alpine
Forêts de montagne

Carte des paysages forestiers intacts (PFI) (en vert) et des zones forestières dégradées (en jaune). En 2020, 49 % de la surface forestière mondiale est relativement intacte et 34 % est composée de forêts primaires. Plus de la moitié des forets primaires (61 %) se concentre dans trois pays, le Brésil, le Canada et la fédération de Russie.

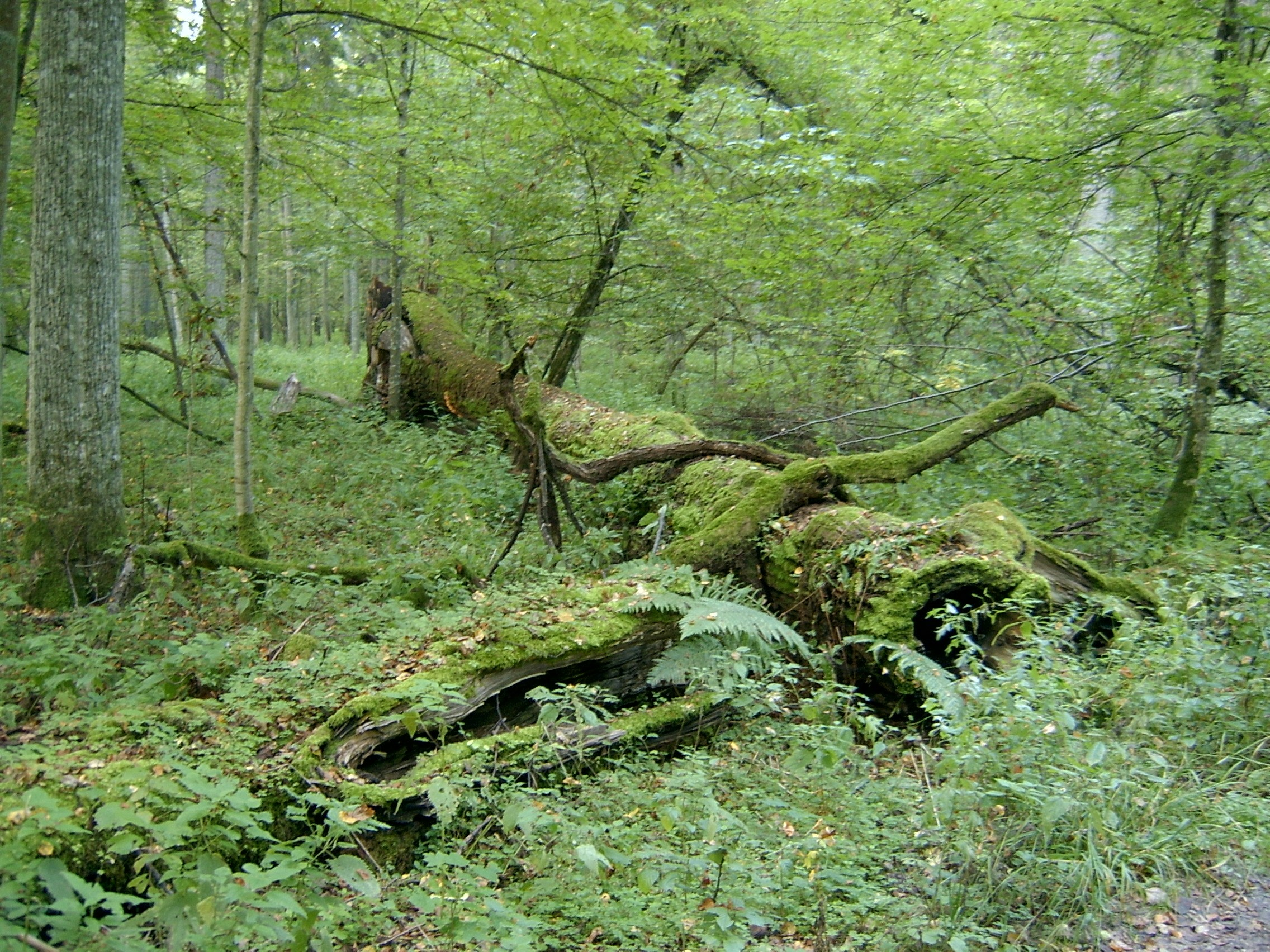
Troncs morts dans la forêt de Białowieża.

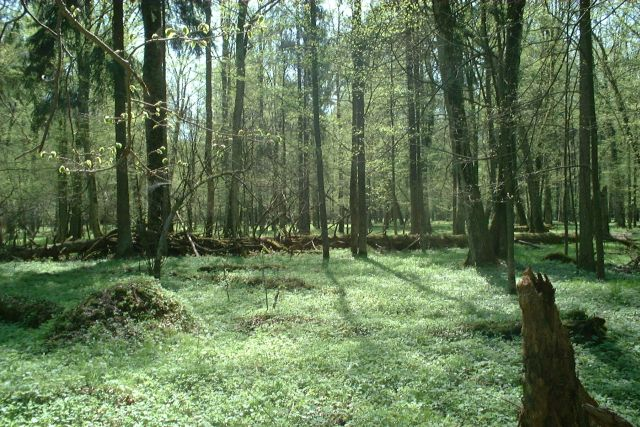
Contrairement à une idée reçue, sauf sur ses lisières, une forêt primaire est rarement impénétrable. La flore couvrant le sol, au printemps, peut être riche et dense (parc national de Bialowieza, Pologne).

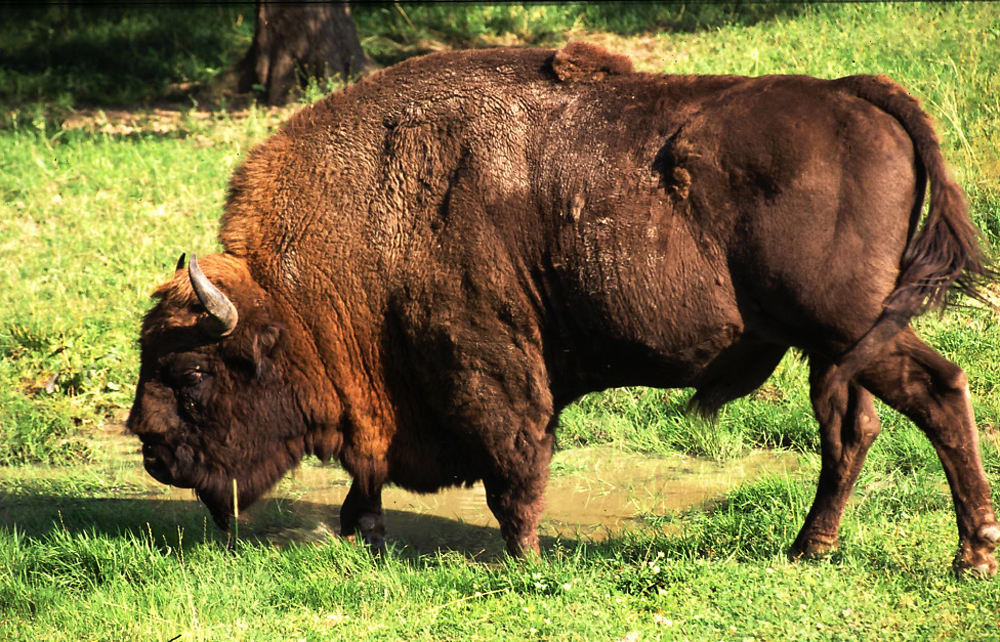
Le bison d'Europe, grand herbivore des forêts d'Europe, a été réintroduit dans la forêt de Białowieża.

Une forêt primaire, ou plus couramment une forêt vierge, appelée parfois aussi forêt naturelle, forêt primitive, forêt originelle ou forêt mature, selon une terminologie non encore fixée à l'heure actuelle et créée par différents auteurs, est une forêt composée d'espèces indigènes où aucune trace d'activité humaine passée ou présente n'est clairement visible. Ce sont des forêts intactes (ou originelles), ou des forêts à haut degré de naturalité n'ayant jamais été détruites ni très exploitées, ni fragmentées, ni directement ou manifestement influencées par l'Homme. Elles sont capables d'assurer leur pérennité selon un processus évolutif appelé sylvigenèse.
Les forêts primaires sont des réservoirs de biodiversité et des puits de carbone qui présentent une valeur biologique et écologique très variable. Si les forêts tropicales et équatoriales sont dotées de hauts niveaux de biodiversité, les forêts tempérées et boréales peuvent ne contenir qu'un nombre limité d'espèces végétales et animales. Néanmoins, la superficie des forêts primaires fait partie de plusieurs importants indicateurs de l'état des écosystèmes forestiers et ces forêts vierges fournissent de nombreux services écosystémiques autres que la conservation de la biodiversité : conservation des sols et des eaux, séquestration du carbone et préservation de valeurs esthétiques, culturelles et religieuses.
En zone tropicale (là où la biodiversité forestière est la plus élevée (elle rassemble entre 50 et 90 %  de la faune et la flore des terres émergées), mais aussi, souvent, là où les pressions humaines sont récemment devenues les plus élevées), une étude de 2011 fondée sur la comparaison de nombreux échantillons de forêts plus ou moins dégradées a conclu que « pour maintenir la biodiversité tropicale, il n'y a pas de substitut possible aux forêts primaires », même si, comme a conclu une autre étude datant aussi de 2011, elles restent néanmoins vitales quand elles sont dégradées.
Toutes les forêts anciennes ne sont pas primaires, elles sont dites secondaires quand elles sont régénérées depuis longtemps sur une forêt autrefois détruite ou dégradée, significativement modifiée ou exploitée par l'Homme.

## Dégradation et recul des forêts primaires
Les zones de forêts primaires sont de plus en plus rares et relictuelles dans le monde. Elles sont aussi de plus en plus fragmentées et isolées, en particulier dans l'hémisphère nord. La plupart des forêts dites anciennes n'y couvrent que de très faibles territoires (20 à 300 hectares) souvent sur des sols pauvres et acides.
Dans les années 1980, l'Europe a pris conscience de la nécessité d'en protéger les reliques, mais aussi de les intégrer dans un véritable réseau d'aires protégées, dont en Europe via le Conseil de l'Europe, dans le cadre d'un réseau écologique paneuropéen, mais ce travail n'a pas été subsidiairement suivi par les États-membres.
Entre 2014 et 2016, les forêts primaires ont perdu chaque année une surface de 90 000 kilomètres carrés, équivalente à celle de l’Autriche, et le rythme de destruction s’accélère.
En 2018, l’université du Maryland estime qu'au rythme actuel, les forêts primaires auront disparu d’ici 2030 au Paraguay, au Laos et en Guinée équatoriale, et d’ici 2040 en Centrafrique, au Nicaragua, en Birmanie, au Cambodge et en Angola.
En 2022, la forêt primaire tropicale a perdu 4,1 millions d'hectares selon une étude conjointe du World Resources Institute et de l’université du Maryland.  

## Reliques de présences humaines
Sauf peut-être sur des îles isolées, toutes les forêts primaires dites vierges conservent quelques traces d'occupation humaine. Les botanistes constatent que des peuples anciens y ont notamment changé la distribution de certaines plantes. Ainsi les palmiers domestiqués sont cinq fois plus susceptibles d'être surreprésentés en Amazonie que les non-domestiqués, surtout autour des vestiges de colonies précolombiennes - ou dans les zones très habitées avant l'arrivée de Christophe Colomb. Des modèles pourraient aider les archéologues  avec l’aide de botanistes à découvrir des vestiges de colonies humaines encore  inconnus. La part des origines humaine et naturelle de ces espèces reste cependant difficile à établir, car les hommes choisissent aussi des zones riches en ressources où ils peuvent alors créer ou entretenir des conditions favorables aux plantes domestiquées.

## Reforestation des forêts primaires dégradées
Depuis les années 1990, beaucoup d’écologues soutiennent la thèse selon laquelle une forêt primaire ayant subi un déboisement anarchique a peu de chance de se régénérer naturellement. En effet la repousse des végétaux après coupe ou incendie d’une forêt primaire donne une forêt secondaire. Or l’écologue américaine, Robin Chazdon et ses collègues costaricains ont constaté au cours de décennies d’études de chronoséquences (en) de forêts tropicales secondaires dans la station biologique de La Selva (en), une reconstitution progressive du sous-bois et des étages supérieurs occupés par un mélange de plantes et d’arbres, y compris par des essences d’intérêt commercial. L’écosystème forestier ainsi reconstitué  accomplit ses fonctions écologiques essentielles, et assure un retour à la biodiversité.
Même s’il convient de rester prudent sur ces études, la régénération naturelle de la forêt primaire apparaît comme une voie intéressante à la reforestation des millions d’hectares décidés par l’ONU dans le cadre du Défi de Bonn (350 millions d’hectares de reforestation d’ici à 2030). Cette solution de la régénération naturelle semble une alternative à la coûteuse plantation de monoculture d’arbres, même si elle prend plus de temps et que l’on ne sait pas exactement ce que l’on obtiendra en termes de composition d’essences. En effet, chaque site de régénération de forêt tropicale, même avec un sol et un climat similaire, « tend à suivre son propre chemin ».
Avec son livre Second Growth, Robin Chazdon synthétise ses longues recherches sur la forêt secondaire et explique comment la forêt tropicale se régénère d’elle-même à moindre coût et à moindre effort, et ce qu’il faut faire si elle n’y parvient pas. Stephen Hubbell (en), écologue des communautés tropicales à l’université de Californie à Los Angeles salue la démarche de sa collègue. Maintenant que l’Homme a défriché les trois quarts des forêts primaires, les États portent un regard nouveau sur les forêts secondaires restantes, y voyant désormais un élément essentiel pour reconstituer la biodiversité et fournir des services écosystémiques tels que l’approvisionnement en eau potable et la fixation du CO2.
En 2021, le botaniste français Francis Hallé lance un projet de régénération d'une forêt primaire en Europe, d'au moins 70 000 ha, qui devrait s'étendre sur des siècles, le principe étant de laisser se régénérer le tissu forestier sans intervention humaine, idéalement à partir d'une zone très peu exploitée depuis 3 000 ans, et en zone transfrontalière.

## Grandes forêts primaires dans le monde
Les trois grands pôles de forêts tropicales primaires sont situés :
- en Amazonie : principalement au Brésil, au Pérou et en Colombie,
- dans la forêt du bassin du Congo : en république démocratique du Congo, au Gabon, et au Cameroun,
- en Asie du sud-est : en Indonésie et en Papouasie Nouvelle-Guinée.

qui à eux trois regroupent au moins les deux-tiers des forêts primaires de la planète.
Proche du Brésil, la Guyane française, département français d'Outre-Mer, avec plus de 90 % de forêts primaires, en représente une des zones les plus vastes. Par ailleurs, la Patagonie (Chili et Argentine), la Tasmanie (Australie), l'État de Washington (États-Unis) et la Colombie-Britannique (Canada) possèdent l'essentiel des forêts primaires tempérées.

## En Europe
Au début du XXIe siècle, les forêts primaires ne représentent plus que 4 % de la surface forestière en Europe (sans la fédération de Russie qui détient 97 % de la superficie totale de ces dernières), contre 27 % pour l'ensemble du monde.
Sur le continent, des grandes forêts signalées ou décrites par les auteurs de l'Antiquité (forêt d'Ardenne, forêt hercynienne), seules subsistent des vestiges de forêts primaires qui ne couvrent que 20 à 300 ha, ce qui ne leur permet pas d'accomplir toutes leurs potentialités : les plus importants massifs sont en Pologne (forêt de Białowieża), en Biélorussie (vallée alluviale de la Bérézina), en Bosnie-Herzégovine (Perućica), ou dans certaines zones dans l'extrême nord de la Scandinavie (99 000 ha dans le parc national Urho Kekkonen) et de la Russie ou sur les reliefs de Roumanie.
La laurisylve de Madère a gardé un caractère de forêt primaire par endroits.

### En France
Malgré son important patrimoine forestier, la France ne présente presque pas de forêts primaires mais des forêts anciennes, si ce n'est en Guyane. Les réserves intégrales sont  généralement choisies par l'ONF dans des forêts anciennes.
Dans une réserve biologique intégrale (RBDI/RBFI), toutes les opérations sylvicoles sont interdites, sauf cas particulier d'élimination d'essences exotiques invasives ou de sécurisation  de cheminements ou voies longeant ou traversant la réserve.
En 1996, la chercheuse Annik Schnitzler-Lenoble dénonçait : « En France, dont près de 15 millions d'hectares sont boisés, le total des réserves intégrales, toutes de trop petite taille, ne dépasse pas 1 000 ha. La plus grande, la réserve du Ventron (300 ha), se situe dans les Hautes Vosges. D'autres forêts, dites subnaturelles, évoluent vers un stade dit naturel à partir d'anciennes prairies, ou par abandon total de la sylviculture ».
La situation est de nos jours plus contrastée avec :
- 64 373 ha pour la réserve biologique intégrale de Lucifer Dékou Dékou ;
- 2 600 ha pour la réserve biologique intégrale de la Sylve d'Argenson ;
- 2 531 ha pour la réserve biologique intégrale des Maures dans le massif des Maures, où quelques pratiques de cueillette, de chasse et d'apiculture restent autorisées[23] ;
- 2 160 ha pour la réserve biologique intégrale du Vercors, à Saint-Agnan-en-Vercors et Saint-Andéol[24].